# Fischerspooner
Fischerspooner è stato un duo electroclash fondato nel 1998 a New York. Il nome deriva direttamente dai cognomi dei componenti, Warren Fischer e Casey Spooner. La loro musica era caratterizzata da palesi tendenze retro electropop (richiamando Kraftwerk, Depeche Mode e Gary Numan) con un moderno approccio alla musica dance.

## Discografia

### Album
- 1998 - Bootleg
- 2000 - Fischerspooner
- 2003 - #1
- 2005 - Odyssey
- 2009 - Entertainment
- 2018 - Sir

### EP
- 2001 - #1 Supplement

### Singoli
- 2001 - Emerge
- 2001 - The 15th
- 2003 - L.A. Song / Sweetness
- 2005 - Just Let Go
- 2005 - Never Win
- 2005 - A Kick in the Teeth / All We Are
- 2006 - We Need a War
- 2008 - The Best Revenge
- 2008 - Danse en France
- 2008 - Amuse Bouche
- 2009 - We Are Electric